# Ballets occitans de Toulouse
Les Ballets occitans de Toulouse sont une troupe de danse, musique et chant traditionnels occitane créée en 1962 par Françoise Dague, Suzanne et Marcelino Sirvent, Yves Trébosc qui ont accepté qu’ils s’appellent « Ballets Occitans Françoise Dague », (statuts déposés le 23/1/1962) et active jusqu'à la fin des années 1980. Elle se consacre à la recherche et à la représentation des traditions occitanes, sur les scènes nationales et internationales.

## Historique
L'association est créée le 8 février 1962 avec comme objet : promouvoir, maintenir, traduire, exprimer la culture et l'art populaires des pays de civilisation occitane en France et à l'étranger.
Dès ses débuts, elle se démarque radicalement des groupes folkloriques existants et s'inscrit plus dans la lignée des troupes d'Europe de l'Est tels que les ballets russes d'Igor Moïsseïev, avec des chorégraphies impeccables et spectaculaires, des musiques réarrangées sur des harmonies classiques, interprétées sur des instruments classiques (violon, contrebasse, clarinette, flûte traversière, accordéon...) par des musiciens issus des conservatoires nationaux, tels que Auguste Dauriac ou Roger Pagès.
Cela se retrouve dans la dénomination d'alors de Ballets occitans Françoise Dague.
La personnalité charismatique et volontaire de Françoise Dague sera en effet pour beaucoup dans le développement rapide de la troupe et dans les soutiens importants apportés par les pouvoirs publics.
Très vite, les recherches permettent de redonner toute leur place aux instruments traditionnels, en relançant leur fabrication :
- flabuta (flûte béarnaise à 3 trous)
- bodega (cornemuse de la Montagne Noire)
- boha (cornemuse gasconne)
- graile (hautbois du Sidobre et du Bas-Languedoc)
- aboes (hautbois du Couserans)
- cabrette (cornemuse Rouergate)
- vielle à roue

Les recherches ethnographiques menées sur les danses, chants et traditions vont également orienter le style de la troupe vers un style moins académique.
De nombreux artistes sont passés par les Ballets Occitans avant de démarrer une carrière professionnelle de chanteur, musicien, formateur ou luthier :
- Françoise Dague
- Rosina de Peira
- Martina de Peira
- Pierre Corbefin
- Alain Cadeilhan
- Bernard Desblancs
- Claude Romero
- Claudine Bravo
- Guy Bertrand
- Xavier Vidal
- Jean-Pierre Carme

Ces ballets disparaissent à la fin des années 1980. L'association est officiellement dissoute le 6 avril 1990.
Seuls les instruments de la troupe sont conservés au Conservatoire Occitan, aujourd'hui Centre Occitan des Musiques et Danses Traditionnelles.

## Discographie
- Ballets occitans de Toulouse - Philips - 1968
- Les Pyrénées au pays d'Occitanie - Le Chant du Monde LDX 74413
- Gascogne en Occitanie - Le Chant du Monde LDX 74470
- Carnaval es arribat - Lengadoc en festa - Revolum REV 022 - 1979